# Provo (hnutí)

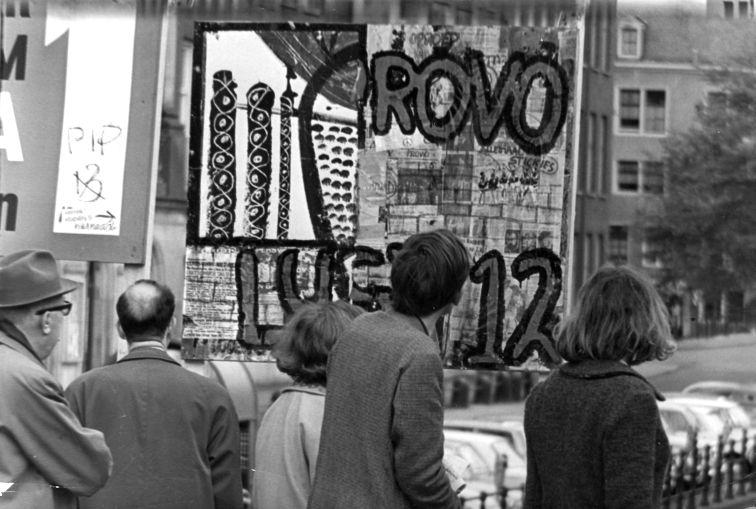
Volební poutač hnutí Provo na ulici v Amsterdamu, rok 1966

Provo bylo protestní hnutí, které existovalo v Nizozemsku v letech 1965 až 1967, jeho název vznikl zkrácením slova provoceren (provokovat). Programově se hlásilo k anarchismu a mládežnické kontrakultuře, ve svých veřejných akcích využívalo prvky happeningu a dadaismu.
Hnutí založili v květnu 1965 performer Robert Jasper Grootveld, student filozofie Roel van Duijn a tiskař Rob Stolk. Jeho základna se zprvu rekrutovala z příslušníků subkultury nozem (nizozemská varianta Teddy Boys) a u jeho zrodu stály akce proti tabákovému průmyslu, pořádané Grootveldem na amsterdamském náměstí Spui před sochou Het Lieverdje, kterou městu věnoval výrobce cigaret Crescent. Pro rozhněvanou mládež bylo kouření symbolem konzumního způsobu života a odsuzovala výdělky tabákových koncernů jako nemravné.
Od července 1965 vydávalo hnutí vlastní časopis Provo, který byl zakázán poté, co uveřejnil návod na domácí výrobu bomby. Mediálně velmi sledovanou akcí Provo byl v březnu 1966 protest při svatbě princezny Beatrix, jejíž ženich, německý šlechtic Claus van Amsberg, byl za války členem Hitlerjugend. Aktivisté původně pohrozili, že do amsterdamské vodovodní sítě vypustí LSD, později napadli svatební původ dýmovnicemi, následně policie velmi tvrdě rozehnala shromážděný dav. Příslušníci Provo vedli boj proti policii také tím, že posílali falešná oznámení o držení marihuany, zásahová jednotka se pak blamovala, když na místě našla jen neškodné bylinky.
Barvou hnutí byla bílá, symbolizující pluralitu možností a volný prostor pro fantazii. Odtud vzešla série tzv. bílých plánů, radikálních novátorských projektů, které aktivisté předkládali úřadům. Byla mezi nimi např. podpora squattingu, snadnější dostupnost antikoncepce nebo plán na reformu policie, která by se z represivní složky stala nástrojem pomoci potřebným. Díky tomuto programu byl zástupce hnutí Luud Schimmelpennink zvolen v roce 1966 do amsterdamské městské rady a podařilo se mu dosáhnout odvolání policejního ředitele H. J. van der Molena a starosty Gijse van Halla. Schimmelpennink také usiloval o omezení automobilové dopravy v holandské metropoli, zahájil systém sdílení kol, podle něhož byla v ulicích města zdarma k dispozici bíle natřená kola. Představil také program Witkar, síť půjčoven malých bílých elektromobilů, nahrazující individuální automobilismus; ten se však podařilo uvést do chodu až roku 1974.
Hnutí Provo oznámilo své oficiální rozpuštění 13. května 1967 se zdůvodněním, že vstupem do velké politiky ztratila tato původně antisystémová iniciativa smysl. Část jejího programu a metod převzala radikálně ekologická skupina Kabouters, kterou založil v roce 1969 Roel van Duijn.